# زولتان گرا
زولتان گرا (مجاری: Zoltán Gera؛ زادهٔ ۲۲ آوریل ۱۹۷۹) یک بازیکن فوتبال اهل مجارستان است.
وی همچنین در تیم ملی فوتبال مجارستان بازی کرده است.